# Sheila Cherfilus-McCormick
Sheila Cherfilus-McCormick, född Cherfilus 25 januari 1979 i Brooklyn, är en amerikansk politiker (demokrat). Hon är ledamot av USA:s representanthus sedan 2022.
Hon avlade 2001 kandidatexamen vid Howard University och 2010 juristexamen vid St. Thomas University.
Cherfilus-McCormick vann fyllnadsvalet till USA:s representanthus i januari 2022 som hölls efter att Alcee Hastings hade avlidit i april 2021.